# Manjar Blanco
Il manjar blanco o manjar bianco è una crema dolce aromatizzata con cannella e scorza di limone che solitamente si consuma come dessert. Nella cucina medievale questo cibo veniva servito con petto di pollo, amido di riso, zucchero, mandorle e a volte latte e altri ingredienti.
L'amido di riso, usato in questa crema come addensante, è arrivato in Europa tramite la cultura araba. Gli ingredienti principali di cui il manjar si compone sono latte o mandorle, maizena o amido, cannella in stecche o in polvere, scorza di limone e zucchero. È un cibo tradizionale a Reus (Tarragona), dove si fa con mandorle, amido, zucchero, scorza di limone e cannella. È tipico anche nelle isole Baleari, dove solitamente il latte di mucca prende il posto del latte di mandorla.
Sicuramente l'espressione menjar blanc proviene dal nome arabo ispidba oppure dall'arabo-persa sepidba. Questo dolce si chiama menjar blanc in catalano (letteralmente, ‘cibo bianco’; dal catalano proviene la traduzione al castigliano), blanc-manger in francese, biancomangiare in italiano, blancmange in inglese, e Flammeri in tedesco. Nelle Filippine è conosciuto come maja bianca.

## Origine
Il consumo di manjar blanco si attesta già nell'antichità. Ricette simili a quelle della Catalogna e delle isole Baleari, anche se con altri nomi, si trovano in De agricultura (secolo II a. C.) di Catone il Vecchio e nel Cibarium album (secolo I d. C.) di Marco Gavio Apicio. Negli antichi ricettari arabi si possono trovare ricette di creme di riso, ma ancora non di manjar blanco. Sono di origine araba due ingredienti essenziali della ricetta, il riso e lo zucchero, e, inoltre, la mandorla è abbondante in Catalogna, perciò fa pensare a Rudolf Grewe riguardo all'origine peninsulare del piatto.
Il manjar bianco è apparso nella cucina medievale catalana come un dessert adattato al periodo della Quaresima; sarebbe una crema catalana alla quale si tolgono le uova e si sostituisce il latte (di mucca) con il latte di mandorla. Concretamente, sembra che il manjar blanco come dessert quaresimale sia stato creato a Scala Dei (un monastero ai piedi della Sierra de Montsant), una volta che i monaci si videro costretti a servire un grande ágape durante la Quaresima, nel quale si dovevano servire dessert per la Vigilia. Non si mangiava soltanto in questo periodo; le classi alte gustavano banchetti durante tutto l'anno, e questo veniva considerato un rimedio per malati abbienti.

## Evoluzione
Il manjar blanco è stato molto popolare in Europa durante il Medioevo e il Rinascimento.
Nei libri di cucina medievale, come per esempio nel Llibre di Sent Soví, appaiono due versioni di manjar blanco con pollo. In una versione si propone di tagliare il pollo in pezzettini piccoli col coltello, in modo più o meno perpendicolare alle fibre, mentre, nell'altra versione, la differenza è che si separano le fibre alla maniera del baccalà esqueixat. Arnau de Villanova, medico del re di Aragona, raccomandava al cuoco reale la versione tagliata rispetto a quella sminuzzata, anche se non si sa il motivo.
Cervantes, nel suo cammino per Barcellona, fa mangiare il manjar blanco a don Quijote e a Sancho Panza, con il suo anfitrione Antonio Moreno e degli amici di quest'ultimo, che «hanno onorato don Quijote come un cavaliere errante». Appare anche in intermezzi e altre opere dello stesso autore, come per esempio nell'intermezzo de La Grotta di Salamanca.
Nei secoli XVII e XVIII ancora si mangiava abbondantemente in Catalogna, dove i sapori agrodolci erano caratteristici della cucina dell'epoca, e il dessert era tradizionale del giorno di San José (19 di marzo) e di Carnevale. In quest'epoca ci sono numerose citazioni letterarie, come anche in ricettari catalani.
Nel secolo XIX la versione dolce, aromatizzata con limone e cannella, era popolare in tutta la Catalogna, come continuò ad essere agli inizi del secolo XX.  Era molto popolare anche nelle Baleari, dove è più frequente sostituire il latte di mandorla, non così facile da trovare in commercio, con latte di mucca. Nel secolo XX l'ambito dove il dessert, già fissato come una crema dolce di latte di mandorle e aromatizada con cannella e limone, si è andato restringendo alle terre di Tarragona, dove la mandorla è più abbondante e, al tempo, risultava meno cara. In questo territorio appare nel 1917 un elaborato industriale fatto con polveri, per facilitare la sua elaborazione, simili a quelli che esistono in altri luoghi per la preparazione di cuajada o di natillas, per esempio. D'altra parte, l'elaborazione casereccia del dessert, con ricetta abbastanza fissa, si facilita, poiché è facile trovare latte di mandorle, mandorle tritate o tritarle rapidamente con l'ausilio di un robot, quello che, insieme alla diffusione della ricetta per differenti mezzi di massa, contribuisce a farlo rivivere e ri-diffondere. Per Josep Lladonosa i Giró si tratta di «un esempio di sopravvivenza e adattamento della cucina antica ai nuovi gusti».
Fino al secolo XX, il manjar blanco veniva preparato a Valencia; attualmente si può trovare a Reus (Tarragona), nella Frangia d'Aragona, territorio della comunità aragonese dove si parla catalano; viene venduto col nome di blancmange in Gran Bretagna, e blanc-manger in Francia e Canada. In Turchia ancora lo preparano (mullahebi). In alcuni paesi del sud dell'arco Mediterraneo e in prossimità della via della seta, il dessert si continua a preparare.
Nel secolo XXI il dessert si mantiene vivo nella provincia di Tarragona e nelle Baleari; si consuma con più moderazione nel resto della Catalogna (spagnola e francese), nonché nella striscia di Aragona e Alguer (Alghero, Sassari, Sardegna). La versione salata del piatto, in Catalogna rinasce in versioni più o meno simili a quella medievale, adattate a quantità e gusti odierni, e viene servito soprattutto in ristoranti gastronomici.

## Diffusione
Il manjar blanco di origine spagnola, fatto con latte di mandorla, sia nella sua versione dolce o salata, si diffuse durante i secoli XIV e XV in alcuni paesi dell'Europa, Francia, Inghilterra e Italia, secondo alcuni autori, o per «tutto il continente», secondo altri. In questa epoca appare in ricettari italiani, francesi, britannici, e portoghesi; ed era considerato «una soluzione miracolosa universale in tutte le corti d'Europa». In Inghilterra ancora si mangia, con il nome di blancmange e a volte si confeziona in terrine, anche se è molto più comune una versione al cioccolato, conosciuta come chocolate pudding. Più avanti, nei primi contatti con l'America, gli spagnoli lo porteranno a Cuba, in Perù e altri paesi del continente.

## Manjar blanco in America
Manjar blanco è un termine in uso in Bolivia, Colombia, Ecuador, Panamá e Perù per riferirsi a piatti simili tradizionalmente preparati tramite cottura lenta del latte puro, zucchero, e, frequentemente, con l'aggiunta di altri ingredienti come vaniglia, succo di frutta e cannella, mentre in Bolivia si aggiunge anche il riso. Solitamente si cuoce a bagnomaria, per evitare che la miscela si dori, il che porterebbe a un cambiamento di sapore.
Il risultato è un impasto bianco e spesso, dal sapore di crema zuccherata. Il manjar blanco si può mangiare col pane, oppure si può usare come ripieno per altri dolci (per esempio di biscotti come gli alfajores) e torte. In Colombia, il manjar blanco si mangia a Natale con i buñuelos (un dolce simile alle zeppole italiane). Non si deve confondere questo preparato con il manjar propriamente detto, meglio conosciuto come dulce de leche (arequipe o cajeta in paesi come Colombia o Messico). Questa preparazione non è di colore bianco e ha un'altra procedura per la preparazione.

### Colombia
Il manjar blanco è un dessert tipico dei dipartimenti di Valle del Cauca e di Cauca. Si mangia accompagnato, in alcune occasioni, da fichi neri cotti e/o cagliata. Il manjar blanco è un dolce che si lavora a partire dal latte, per poi aggiungere altri ingredienti, come sciroppo, riso ammollato e un pizzico di sale.

### Messico
Il manjar blanco è conosciuto nel sud del Messico, soprattutto a Tapachula, Chiapas. È un dessert a base di latte, uovo, maizena, acqua, vaniglia e cannella, con aggiunta di uva passa (uva disidratata) al momento di mangiarlo; si presenta in un colore tra giallo chiaro e beige, dovuto agli elementi nella sua preparazione. Tradizionalmente si vende nel centro della città e nei mercati locali, in bicchieri da 333ml circa; allo stesso modo si può comprare dai vari venditori ambulanti della città. Le famiglie tradizionali di quella zona, optano anche per prepararlo in casa; è un dessert che si gusta generalmente caldo o tiepido, ma alle volte anche freddo dopo il pasto. Non si è a conoscenza del momento in cui questo dessert sia stato introdotto nella storia culinaria messicana.

### Guatemala
È un dessert conosciuto e apprezzato sin dall'epoca coloniale, sia in pasticceria che in panetteria. Viene consumato in tutta l'area centrale, venduto in piccoli bicchieri adornati con cannella in polvere. Il suo utilizzo principale è, invece, quello di ripieno per le empanadas dolci di farina "salpor" (impasto giallo e croccante, spolverato con farina) tipici del periodo quaresimale e della settimana santa. Viene preparato con latte, maizena, acqua, vaniglia e cannella, con aggiunta di uva passa (uva disidratata) al momento di mangiarlo; si presenta di un colore tra giallo chiaro e beige, dovuto agli elementi nella sua preparazione. Presumibilmente, la ricetta è giunta dal Guatemala al sud del Messico.

### Paraguay
Il manjar blanco, particolarmente consumato in questo paese, ha una denominazione differente. In Paraguay è conosciuto semplicemente come "crema"; gli ingredienti di base sono gli stessi: latte, zucchero, e, come agente gelificante, farina o, preferibilmente, amido di mais (maizena); come aromatizzanti si utilizzano, insieme o separate, anice, cannella, e/o caramello. Viene consumato soprattutto nel periodo invernale, tanto nella capitale come nel resto del paese.

### Perù

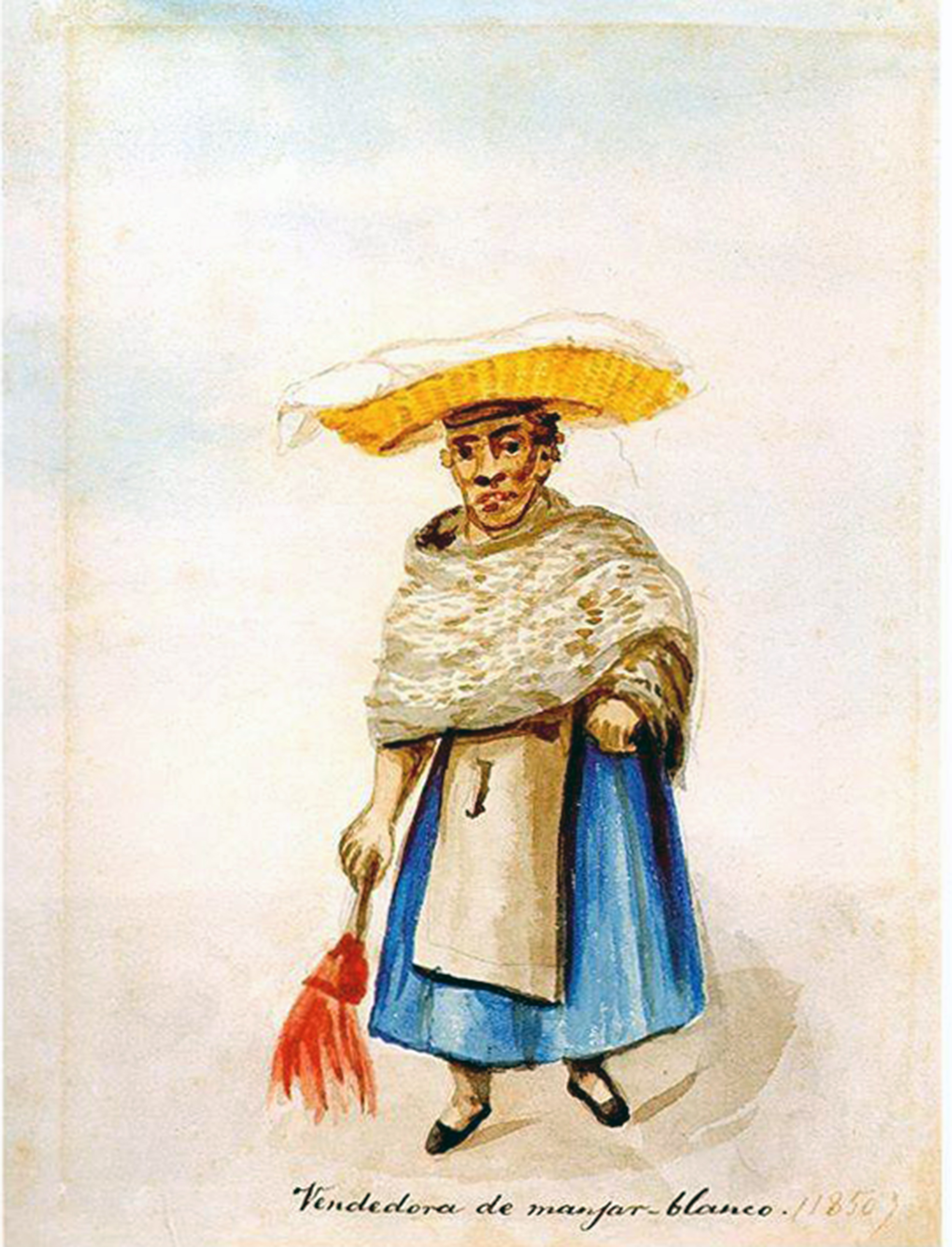
Venditrice di manjar-blanco (Acquarello di Pancho Fierro, 1850)

È un dolce tradizionale diffuso durante il Vicereame del Perù ad altre parti dell'Ispano-america, con differenti nomi e varianti di preparazione come "arequipe", "dulce de leche", "manjar", "manjar di latte", ecc. Ha la sua origine nel manjar blanco spagnolo medioevale del periodo quaresimale e che, dietro proposta di Francisco Martínez Montiño, poteva essere anche usato anche per riempire brioche, ciambelloni, torte, altri dolci e paste, come si può leggere nelle ricette del suo libro El Arte de Cozina, Pastelería, Vizcoheria y Conserveria (1611).
In Perù si conobbero le due versioni del manjar blanco europeo medievale: quella del manjar blanco a base di petto di pollo sminuzzato, latte, zucchero e addensato con farina di riso macinato -dal quale, sostiene la sociologa e ricercatrice peruviana Isabel Álvarez Novoa, deriva il famoso piatto della gastronomia peruviana conosciuto come "ají di gallina"- e quella del manjar blanco senza petto di pollo, con solo latte, zucchero e farina di riso che serviva per preparare diversi composti nella pasticceria peruviana, come il tradizionale suspiro de limeña, il frejol colato o le tejas di Ica. Esiste un'altra variante, a base solo di latte (fresco, evaporato o condensato), zucchero e vaniglia, dalla quale deriva un'altra varietà, preparata con fagioli di Lima, tradizionale di Ica. Inoltre, esistono diversi tipi di manjar blanco a base di legumi, che possono variare per regioni, con l'uso anche di diversi frutti, come mango, sempre una ricetta peruviana, e chirimoya. Sempre dalla regione di Ica provengono le tejas, frutti secchi bagnati nel dulce de leche e avvolti nello zucchero.

### Venezuela
Il manjar blanco viene consumato maggiormente nello stato di Zulia. La sua preparazione solitamente avviene con gli ingredienti tradizionali di latte, maizena e zucchero. Viene considerato un dolce neutro, destinato ad accompagnare altri dessert come il dulce de lechosa, dulce de icacos o cabello de ángel. Una varietà è il manjar blanco "mosquiao", nel quale aggiunge si dell'uvetta sul finire della preparazione.